# Лоло Джонс
Лорі Сьюзан «Лоло» Джонс (англ. Lori Susan "Lolo" Jones; нар. 5 серпня 1982) — американська легкоатлетка, яка спеціалізувалася на бар'єрному бігу, та бобслеїстка.

## Спортивні досягнення

### Легка атлетика
Дворазова фіналістка олімпійських змагань з бігу на 100 метрів з бар'єрами — 4-е місце у 2012 та 7-е місце у 2008.
Фіналістка (6-е місце) чемпіонату світу з бігу на 100 метрів з бар'єрами (2007).
Дворазова чемпіонка світу в приміщенні з бігу на 60 метрів з бар'єрами (2008, 2010).
Чемпіонка Північної і Центральної Америки та країн Карибського басейну з легкої атлетики з бігу на 100 метрів з бар'єрами (2015).
Срібна призерка Ігор Співдружності у бігу на 100 метрів з бар'єрами (2022).
Чемпіонка США з бігу на 100 метрів з бар'єрами (2008, 2010). Чемпіонка США в приміщенні з бігу на 60 метрів з бар'єрами (2007, 2008, 2009).

### Бобслей
Учасниця олімпійських змагань двійок з бобслею — 11-е місце у 2014.
Чемпіонка світу з бобслею у командному заліку (2013, виступала у двійці разом із Еланою Меєрс) та у змаганнях двійок (2021, разом з Кейлі Гамфріс).